# Музыкальные стулья
Музыкальные стулья (также иногда называется горячие стулья или третий лишний) — подвижная игра для группы людей.
Правила игры заключаются в следующем. Стулья, количество которых на 1 меньше, чем играющих, расставляются в круг сиденьями наружу, участники также выстраиваются в круг вокруг стульев. После этого включается музыка, и игроки начинают медленный бег вокруг круга стульев. Как только музыка прекращается, игроки должны быстро сесть на стулья. Тот, кто не успел занять стул, выбывает из игры, после чего один стул также убирается из круга. Игра продолжается до того момента, пока не останется один участник, занявший последний стул. Во время игры запрещается трогать или каким-нибудь способом взаимодействовать со стулом. .
Данная игра имеет распространение в различных странах, популярна на днях рождения, свадьбах и называется по-разному (к примеру, в Австрии — Sesseltanz, буквально «танцующие стулья»). Некоторыми польскими учёными признаётся важной развивающей игрой для детей. Существует целый ряд вариаций на тему данной игры. В 2011 году на телеканале CW была начата трансляция реалити-шоу, которое носит название в честь игры, но лишь отдалённо основано на её правилах.